# Richard Ernest Bellman
Richard Ernest Bellman (ur. 26 sierpnia 1920 w Nowym Jorku, zm. 19 marca 1984 w Los Angeles) – amerykański matematyk żydowskiego pochodzenia.

## Życiorys
John James Bellman, ojciec Richarda Bellmana, prowadził niewielki sklep na Brooklynie. Po ukończeniu szkoły średniej w 1937 roku Richard Bellman studiował matematykę w Brooklyn College uzyskując tytuł bakałarza, a następnie na University of Wisconsin-Madison, gdzie uzyskał magisterium. W okresie II wojny światowej pracował dla grupy Działu Fizyki Teoretycznej w laboratoriach Los Alamos. W 1946 roku doktoryzował się na Princeton University przedkładając pracę przygotowaną pod opieką Solomona Lefschetza. Był m.in. profesorem na University of Southern California.
Znany jest głównie jako twórca programowania dynamicznego (Dynamic Programming 1957). Od lat 40. XX wieku, pomiędzy rokiem 1948 i 1952, Richard Bellman rozwijał teorię programowania dynamicznego. Pracując na wydziale matematyki korporacji RAND, badał problem określania alokacji pocisków do celów tak aby spowodować możliwie największe szkody. Praca ta doprowadziła go do sformułowania zasady optymalności i programowania dynamicznego. Dobór nazwy, według relacji opublikowanej w 1984 roku, podyktowany był względami politycznymi. Badania były finansowo wspierane przez wojska lotnicze, ale ówczesny sekretarz obrony miał awersję do badań z obszaru matematyki. Dynamiczny to słowo z pozytywnymi skojarzeniami, a programowanie wydawało się bardziej do zaakceptowania niż planowanie. W 1957 roku Richard Bellman zastosował programowanie dynamiczne do sterowania optymalnego układami dyskretnymi, co ukazało jednocześnie, naturalny zwrot w podejściu do rozwiązywania problemów sterowania, który ma charakter historycznie wsteczny. Opracowana przez Bellmana procedura sprowadzała się do ogólnie nieliniowych schematów z zamkniętą pętlą sprzężenia zwrotnego.
W 1979 roku otrzymał IEEE Medal of Honor za „wkład w teorie sterowania i procesów decyzyjnych, szczególnie za stworzenie i zastosowanie programowania dynamicznego”.
W ciągu całej swojej kariery naukowej opublikował 619 artykułów i 39 książek w tym w ciągu ostatnich 11 lat życia ponad 100 artykułów (mimo że cierpiał w tym okresie na powikłania powstałe po przebytych operacjach mózgu).